# الکساندر شیریچ
الکساندر چیریچ (سیریلیک صربی: Александар Ћирић؛ زادهٔ ۳۰ دسامبر ۱۹۷۷) بازیکن سابق و مربی واترپلو اهل صربستان است.
وی در مسابقات کشوری و بین‌المللی در مجموع برندهٔ ۹ مدال طلا، ۲ مدال نقره، ۱ مدال برنز شده‌است.